# والي برنارد
والتر إريك بارنارد (9 أكتوبر 1898 - 1982) كان لاعب كرة قدم إنجليزي محترف لعب في دوري كرة القدم لصالح غيلينغهام كظهير أيمن.